# Occupazione francese di Malta
L'occupazione francese di Malta perdurò dal 1798 al 1800. Essa fu possibile quando i Cavalieri Ospitalieri si arresero a Napoleone Bonaparte dopo lo sbarco dei francesi nel giugno del 1798. A Malta, i francesi stabilirono una tradizione costituzionale (come del resto nella Repubblica Francese), garantendo una libera educazione per tutti e la libertà di stampa (che portò alla pubblicazione del Journal de Malte).
I francesi abolirono la nobiltà, la schiavitù, il sistema feudale, l'inquisizione e cancellarono lo stemma dei cavalieri di Malta da quasi ogni costruzione presente sull'isola per ribadire la loro occupazione. I francesi furono infine costretti a cedere Malta agli inglesi per diverse ragioni, tra cui la fame, l'epidemia di malattie e una ribellione locale supportata dai britannici.

## L'invasione francese di Malta
Il 19 maggio 1798, una flotta francese salpata da Tolone, scortava 30.000 uomini al comando del generale Napoleone Bonaparte. Le forze erano destinate in Egitto dove il Bonaparte cercava di espandere l'influenza francese così da poter tendere un ponte all'Asia e costringere così gli inglesi a trattare coi francesi una pace che ponesse fine alle guerre rivoluzionarie francesi iniziate nel 1792. Navigando a sudest, il convoglio raccolse altri trasporti dai porti italiani ed alle 05:30 del 9 giugno giunse al largo di La Valletta. In quel tempo, Malta e le isole vicine erano governate dai Cavalieri Ospitalieri, un antico ed influente ordine cavalleresco feudale che però si era molto indebolito dalla perdita delle sue rendite a causa della rivoluzione francese. Il gran maestro dell'Ordine, Ferdinand von Hompesch zu Bolheim, rifiutò la richiesta del Bonaparte di permettere al suo intero contingente di entrare nel porto locale per rifornirsi, insistendo nella neutralità di Malta e nell'inadeguatezza del suo porto ad ospitare tutte le navi francesi.

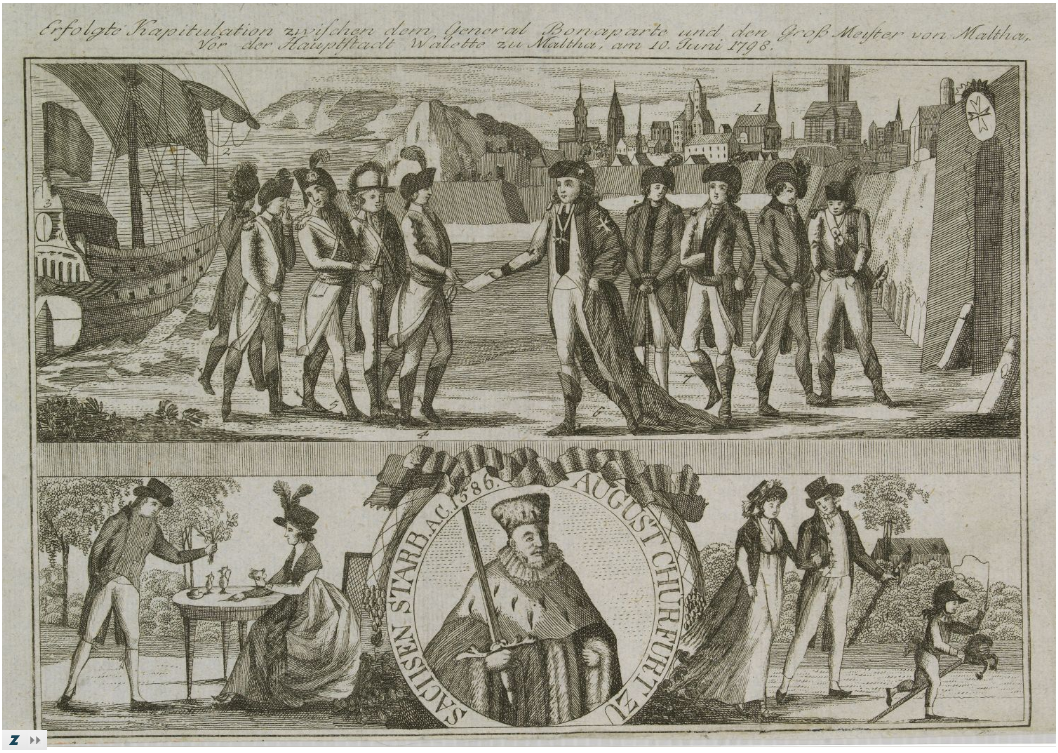
La capitolazione di Malta al generale Bonaparte

Ricevendo questa risposta, Bonaparte immediatamente ordinò alla sua flotta di bombardare La Valletta e l'11 giugno, il generale Louis Baraguey d'Hilliers diresse un'operazione anfibia con centinaia di soldati che vennero sbarcati in sette punti strategici dell'isola. I cavalieri dell'ordine di nazionalità francese disertarono i loro compagni per unirsi ai napoleonici ed i restanti cavalieri non riuscirono ad opporre una grande resistenza. Circa 2000 miliziani maltesi riuscirono a resistere per 24 ore, ritirandosi a La Valletta dopo che la città di Mdina era caduta nelle mani del generale Claude-Henri Belgrand de Vaubois. Anche se La Valletta era sufficientemente fortificata da poter resistere ad un lungo assedio, Bonaparte negoziò la resa con Hompesch, che si accordò perché Malta e tutte le sue risorse passassero ai francesi in cambio di una residenza e di una pensione a vita per sé e per i propri cavalieri. Napoleone lasciò sull'isola una guarnigione di 4000 soldati al comando di Vaubois mentre il resto delle forze salparono ad est verso Alessandria d'Egitto il 19 giugno.

## Le riforme

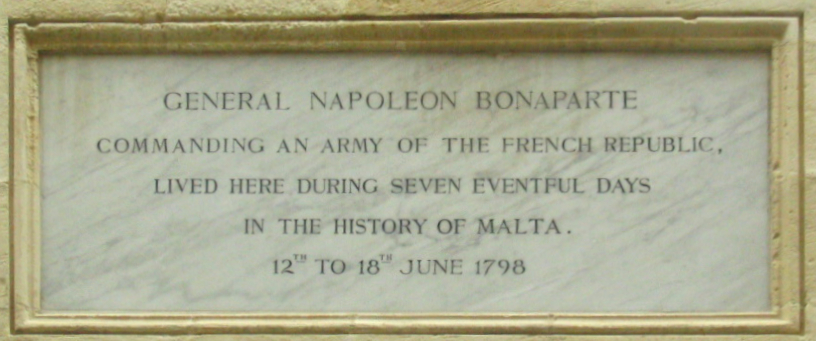
Placca commemorativa a Palazzo Parisio (La Valletta) riferita alla residenza in loco di Napoleone

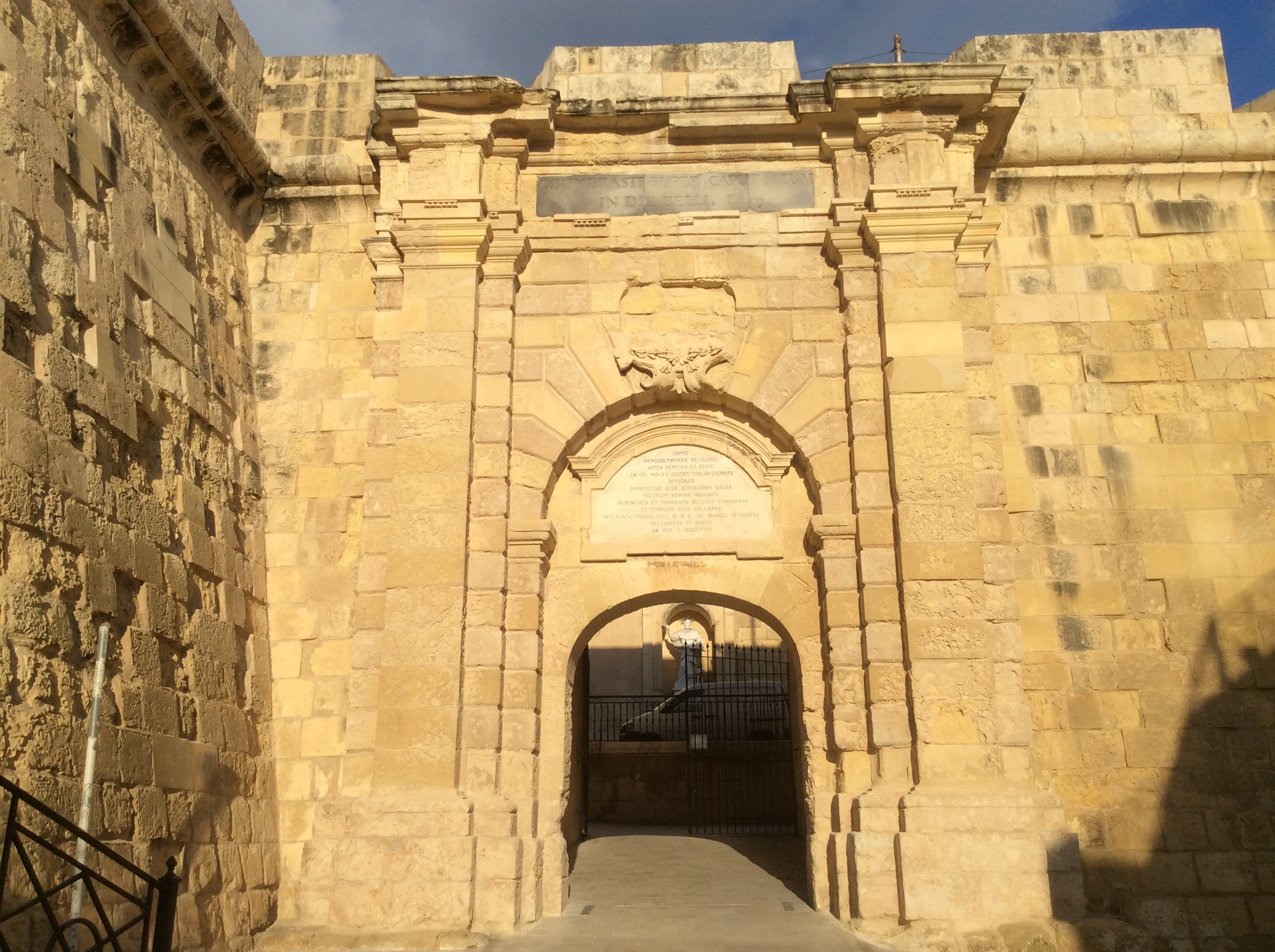
La Porta Grande di Birgu, il cui stemma ospitaliero venne distrutto durante l'occupazione francese

Nel corso della breve permanenza di Napoleone sull'isola di Malta, questi risiedette a Palazzo Parisio a La Valletta (attualmente sede del Ministero degli esteri maltese). Da qui egli diresse una serie di riforme tese a modificare la società maltese sulla base dei principi della rivoluzione francese. Queste riforme possono essere divise in quattro categorie principali:

### Riforme sociali
La popolazione di Malta ottenne garanzia di equità di fronte alla legge, nonché il titolo di cittadini francesi. La nobiltà maltese venne abolita e gli schiavi liberati. La libertà di parola e di stampa venne pure garantita, anche se l'unico giornale ad essere pubblicato fu il Journal de Malte, redatto direttamente dal governo francese locale. I prigionieri politici, tra cui Mikiel Anton Vassalli, e quanti avevano preso parte alla Rivolta dei sacerdoti vennero rilasciati, mentre la popolazione ebraica ottenne il permesso di costruire in loco una propria sinagoga.

### Riforme amministrative
Tutte le proprietà dell'Ordine Ospitaliero vennero cedute al governo francese. Una commissione di governo venne stabilita per governare le isole dell'arcipelago maltese, composta inizialmente dalle seguenti persone:
| Incarico                            | Detentore                                                                   |
| ----------------------------------- | --------------------------------------------------------------------------- |
| Commission de gouvernement          |                                                                             |
| Governatore Militare                | Claude-Henri Belgrand de Vaubois                                            |
| Commissario                         | Michel-Louis-Étienne Regnaud                                                |
| Presidente della Commissione Civile | Jean de Boisredon de Ransijat                                               |
| Segretario del Commissario          | Coretterie                                                                  |
| Membri                              | Don Francesco Saverio Caruana (canonico della cattedrale di Mdina)          |
| Membri                              | Barone Jean-François Dorell (giurista dell'università)                      |
| Membri                              | Dr. Vincenzo Caruana (segretario dell'arcivescovo e presidente della corte) |
| Membri                              | Cristoforo Frendo (notaio)                                                  |
| Membri                              | Benedetto Schembri (magistrato)                                             |
| Membri                              | Paolo Ciantar (mercante)                                                    |
| Membri                              | Carlo Astor                                                                 |
| Commission des domaines             |                                                                             |
| Membri                              | Matthieu Poussielgue                                                        |
| Membri                              | Jean-André Caruson                                                          |
| Membri                              | Robert Roussel                                                              |

Malta venne quindi divisa in cantoni e municipalità, ciascuna governata da un proprio presidente, da un segretario e da quattro membri del consiglio:
Venne inoltre stabilita l'istituzione di una Guardia Nazionale con 900 uomini.

### Riforme dell'educazione
Scuole primarie vennero aperte in tutti i principali villaggi dell'isola, mentre 60 studenti ottennero il permesso di portarsi in Francia a studiare. L'Università di Malta venne rinominata Polytecnique, e vennero introdotte anche le materie scientifiche. Ad ogni modo nessuna di queste riforme poté avere effetti a lungo raggio per la breve durata dell'occupazione francese.

### Riforme nelle relazioni stato-chiesa
Le estese proprietà della chiesa cattolica a Malta vennero incamerate dal governo francese e gli ordini religiosi ottennero il permesso di mantenere un convento ciascuno. L'Inquisizione venne abolita sull'isola di Malta e l'ultimo inquisitore venne espulso proprio dal governo francese.
Successivamente, le truppe francesi iniziarono a saccheggiare le proprietà della chiesa maltese e fu questa una delle ragioni che portarono alla rivolta maltese.

## La rivolta maltese

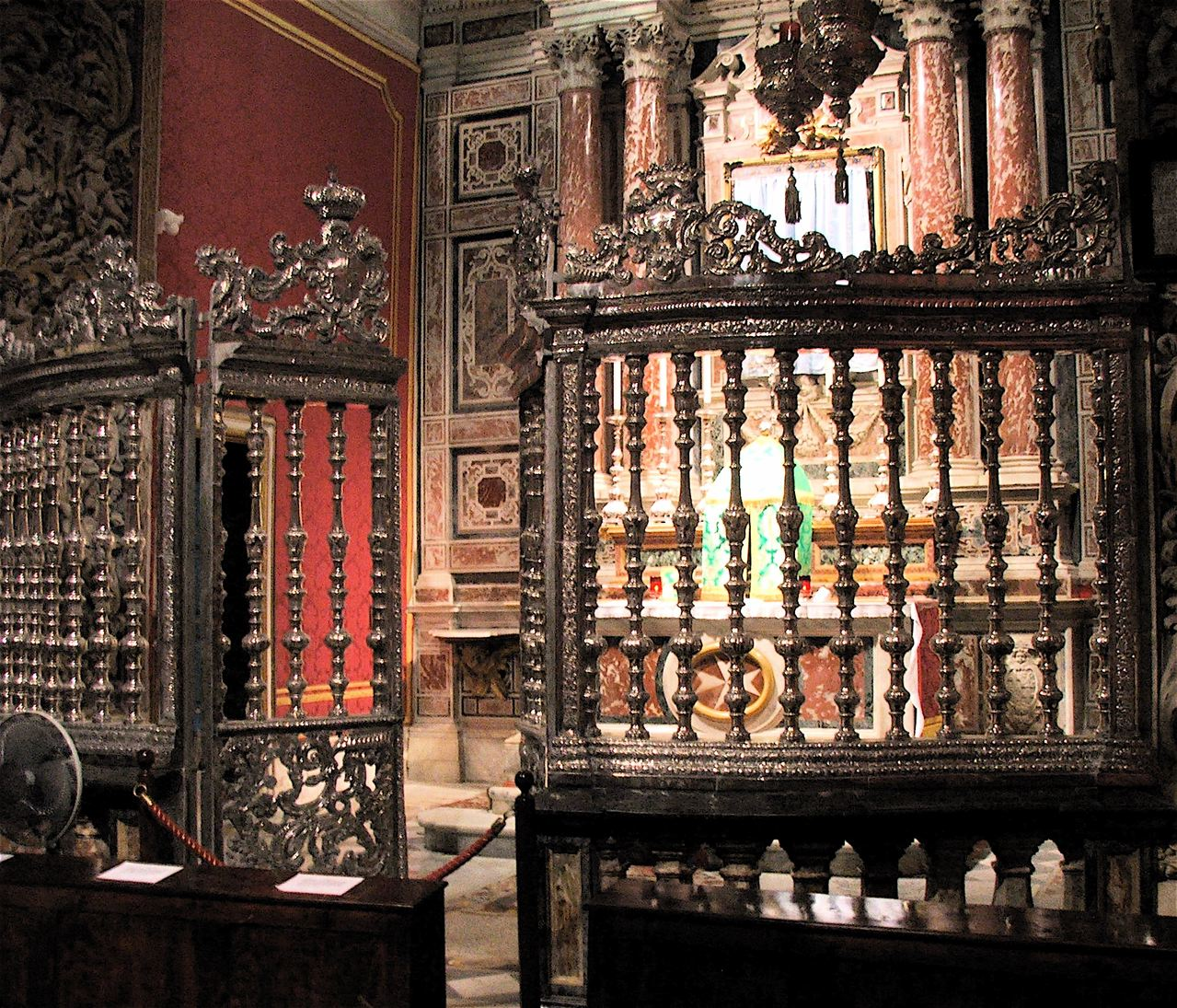
Il cancello d'argento della Concattedrale di San Giovanni venne dipinto di nero dai maltesi in modo che i francesi non pensassero fosse interamente d'argento e quindi non venisse fuso

I francesi rapidamente smantellarono le istituzioni dei Cavalieri di San Giovanni, tra cui la chiesa cattolica, suscitando malcontento fra il popolo maltese. Vi erano problemi economici pressanti ed il governo francese non faceva altro che ricavare oro e argento da quelle che erano state le proprietà dell'Ordine.
I beni della chiesa a Malta vennero razziati per pagare la spedizione dei francesi in Egitto, atto che venne considerato un vero e proprio insulto alla popolazione maltese, profondamente religiosa. Il 2 settembre questa rabbia scoppiò in una sommossa popolare nel corso di un'asta pubblica per la vendita di alcune proprietà della chiesa, grazie ad un gruppo di partigiani irregolari maltesi che ricacciarono la guarnigione francese a La Valletta e verso l'area del porto. La Valletta venne circondata in breve da circa 10.000 insurrezionisti guidati da Emmanuele Vitale e dal canonico Francesco Saverio Caruana, ma la fortezza era troppo forte per un assalto del genere. I maltesi costruirono delle fortificazioni d'assedio attorno all'area del porto per bombardare le posizioni dei francesi.
Sul finire dell'anno i maltesi vennero assistiti dall'arrivo degli inglesi ed il capitano Alexander Ball venne nominato Commissario Civile di Malta. La guarnigione francese a La Valletta infine capitolò nelle mani degli inglesi il 4 settembre 1800, e Malta divenne un protettorato britannico. I francesi si arresero il 5 settembre di quello stesso anno.

### Gozo
Il 28 ottobre 1798, Ball riuscì a completare i negoziati coi francesi per l'isola di Gozo, dove 217 soldati francesi si erano arresi senza combattere in seguito ad una insurrezione locale. L'isola venne amministrata temporaneamente dall'arciprete locale Saverio Cassar per conto di Ferdinando III di Sicilia. Gozo rimase uno stato indipendente sino alla rimozione di Cassar ad opera degli inglesi 1801 e l'inclusione dell'area nel protettorato britannico.